# Silas Lwakabamba
Silas Lwakabamba (nacido en 1947) es un profesor ruandés de origen tanzano que ejerce de Ministro de Educación de Ruanda desde julio de 2014.

## Trayectoria
Silas Lwakabamba nació y se educó en Tanzania. Fue a la Universidad de Leeds en Inglaterra donde estudió ingeniería, graduándose con un BSc en 1971 y un PhD en 1975. Posteriormente regresó a Tanzania donde se unió al personal de la Facultad de Ingeniería de la Universidad de Dar es Salaam. Obtuvo su plaza de profesor en 1981, y posteriormente se convirtió en Decano de la facultad.
En 1997, Silas Lwakabamba se convirtió en el Rector fundador del Instituto de ciencia y tecnología de Kigali de Ruanda, y en 2006, fue nombrado Rector de la Universidad Nacional de Ruanda, la mayor institución pública de ensenñanza superior del país. Ocupó este cargo hasta su nombramiento, en febrero de 2013, como Ministro de Infraestructuras del gobierno de Rwandan.